# Yoduro de potasio
El yoduro de potasio es una sal cristalina de fórmula KI, usada en fotografía y tratamiento por radiación. Al ser menos higroscópica que el yoduro de sodio, es más utilizada como fuente de ion yoduro.

## Propiedades químicas
Se comporta como una sal simple. El ion yoduro, al ser un reductor débil, es fácilmente oxidado por otros elementos como el cloro para transformarse en yodo:
2 KI(ac) + Cl2(ac) → 2 KCl + I2(ac)
Tiene un pH neutro (pH = 7) ya que el catión potasio y el anión yoduro son iones espectadores, por lo que no reaccionan con el agua, manteniéndose inalterado el pH. El yoduro se oxida aún más fácilmente al formar ácido yodhídrico (HI), el cual es un reductor más fuerte que el KI.
El yoduro de potasio forma el anión triyoduro(I3−) al combinarse con yodo elemental.
A diferencia del yodo, los triyoduros son altamente solubles en agua, por lo que el yoduro de potasio aumenta considerablemente la solubilidad del yodo elemental en agua, que por sí solo se disuelve en muy bajas cantidades.

La síntesis del producto se realiza haciendo reaccionar yodo con hidróxido potásico. De esta reacción se obtiene yodato potásico, que por diferencia de solubilidad, puede separarse del yoduro.
3I2 +6 KOH → KIO3 + 5KI + 3H2O

## Aplicaciones
- En fotografía, para preparar emulsiones.
- En medicina para el tratamiento de la actividad excesiva de la tiroides.
- En química para yodometría y otras técnicas analíticas.
- En microbiología, es un componente del lugol.
- En Acuariofilia marina, se usa para aumentar el desarrollo de corales blandos (xenias, hongos y zoantidos) y para aumentar la tonalidad azul en los SPS, aunque también se benefician las macro-algas y esponjas.
- Es un agente protector frente a agresiones del isótopo radiactivo del yodo que aparece en algunos casos de accidentes nucleares. El yodo radiactivo se acumula en la glándula tiroides, y la ingesta de yoduro de potasio (no de yodo ni sus disoluciones tipo tintura de yodo, que es tóxico por ingestión) tiene acción protectora en este caso.[4]

## Precauciones
Es un irritante leve, debe ser manipulado con guantes. Una sobreexposición al yoduro de potasio puede ser perjudicial para la glándula tiroides.